# 조 웨이젠바움
조 웨이젠바움(Zoe Weizenbaum, 1991년 9월 21일 ~ )은 미국의 배우, 영화배우이다.
미국 워싱턴주 시애틀에서 태어났다.

## 영화
- 트웰브 앤 홀딩 (2005년)
- 미싱 인 아메리카 (2005년) - 레니 역
- 게이샤의 추억 (2005년) - 어린 호박 역